# Джумадильдаев, Аскар Серкулович
Аскар Серкулович Джумадильдаев (род. 25 февраля 1956, станция Шиели, Кызылординская область, Казахская ССР, СССР) — советский и казахстанский учёный-математик и государственный деятель, доктор физико-математических наук (1988), академик Национальной академии наук Казахстана (2003), профессор. Герой Труда Казахстана (2024). заслуженный деятель Казахстана (2019),  лауреат Государственной премией Казахстана. . 

## Биография

### Детство
Родился на станции Шиели, Кызылординской области. Его прадед Шон был известным в регионе человеком, служил волостным в Котентогай. Во время коллективизации всё имущество было конфисковано и дети Шона были репрессированы. Один из его сыновей, Джумадильда, спасся, покинув дом за день до ареста, и вместе с детьми бежал в Узбекистан. Они работали на хлопковых полях, таскали грузы, чтобы выжить. После смерти Сталина семья Джумадильды возвратились в родной аул. Все дети и внуки Джумадильды, родившиеся в изгнании, жили недолго. Первым внуком, родившимся на родине и оставшимся в живых, был Аскар. По казахским обычаям он считался сыном Джумадильды, а не Серкула и матери Кульшат.
Аскар любил книги, увлекался поэзией, историей и писал статьи в «Қазақстан пионері». В 6-м классе он попал в Кызылорду на областную олимпиаду по математике.

### Образование
В 1972 году закончил Республиканскую физико-математическую школу в Алматы (Казахстан).
В 1972 году подал документы на Механико-математический факультет МГУ. Как выпускнику национальной школы ему было разрешено писать изложение (отрывок из романа «Война и мир») вместо сочинения. Экзамен по русскому языку он провалил, но в лифте встретил человека, которого видел на различных олимпиадах, который сказал, что можно подавать апелляцию, и помог написать заявление, которое было одобрено

## Научные звания
- 1981 г. — кандидат физико-математических наук (Математический институт имени В. А. Стеклова РАН)
- 1988 г. — доктор физико-математических наук (Математический институт имени В. А. Стеклова РАН, Ленинградское отделение), Тема: Комологии алгебр Ли положительной характеристики и их применение. Научный руководитель: Алексей Кострикин
- 1990 г. — Профессор Казахского государственного университета
- 1995 г. — Член-корреспондент Национальной академии наук Казахстана
- 2004 г. — Академик Национальной академии наук Казахстана

## Карьера
- 1988 — Гамбургский университет (2 месяца)
- 1995—1996 — Мюнхенский университет (18 месяцев)
- 1997, 1998, 1999 — Билефельдский университет (4 месяца)
- 1997 — Институт имени Исаака Ньютона, Кэмбридж, Великобритания (4 месяца)
- 1998, 2001, 2002, 2003 — Международный центр теоретической физики (Триест, 9 месяцев)
- 1998, 1999 — Математический институт Миттаг-Леффлера, Швеция (9 месяцев)
- 1999 — Киотский университет, Япония (1 месяц)
- 2000—2001, 2002, 2003 — Стокгольмский университет, Швеция (6 месяцев)
- 2000 — Оксфордский университет, Великобритания (1 месяц)
- 2001 — Институт Филдса, Торонто (1 месяц)[4]
- 2001, 2002, 2003, 2005 — Институт высших научных исследований, Франция (5 месяцев)
- 2002 — Институт математической физики имени Эрвина Шредингера, Вена, Австрия (1 месяц)
- 2005 — Общество Макса Планка, Бонн (3 месяцев)

## Избранные научные публикации
- Dzhumadildaev A.S., Yeliussizov D. Walks, partitions, and normal ordering // Electronic J. Combin., 22(4)(2015), \#P4.10, 23 pages.
- Dzhumadildaev A.S., Yeliussizov D. Path decompositions of digraphs and their applications to Weyl algebra // Advances in Applied Mathematics. — 2015. — V. 67. — P. 36-54.
- Dzhumadildaev A. S., Ismailov N. A. S-n- and GL(n)-module structures on free Novikov algebras // Journal of Algebra. — 2014. — V. 416. — P. 287—313.
- Dzhumadildaev A.S. 2p-Commutator on differential operators of order p // Letters in Mathematical Physics. — 2014. — V. 104, No.7. — P. 849—869.
- Dzhumadildaev A.S., Omirov B.A., Rozikov U.A. On a class of evolution algebras of «chicken» population // International Journal of Mathematics. — 2014. — V. 25, No.8. — P. 849—869.
- Dzhumadildaev A.S., Yeliussizov D. Stirling permutations on multisets // European Journal of Combinatorics. — 2014. — V. 36. — P. 377—392.
- Dzhumadildaev A.S. The Dynkin theorem for multi linear Lie elements // Journal of Lie Theory. — 2013. — V. 23, No.3. — P. 795—801.
- Dzhumadildaev A.S. , D. Yeliussizov. Power sums of binomial coefficients // J. Integer Seq.V. 16-2013, art. 13.1.4
- Dzhumadildaev A.S., Zusmanovich P. The alternative operad is not Koszul // Experimental Mathematics. — 2011. — V. 20, No.2. — P. 138—144.
- Dzhumadildaev A. S. Worpitzky identity for multipermutations // Mathematical Notes — 2011. — V. 90, No.3. — P. 448—450.
- Dzhumadildaev A.S. Lie expression for multi-parameter Klyachko idempotent // Journal of Algebraic Combinatorics. — 2011. — V. 33, No.4. — P. 531—542.
- Dzhumadildaev A.S. Codimension growth and non-Koszulity of Novikov operad // Communications in Algebra. — 2011. — V. 39, No.8. — P. 2943—2952.
- Dzhumadildaev A.S. Jordan elements and left-center of a free Leibniz algebra // Electronic Research Announcements in Mathematical Sciences. — 2011. — V. 18, — P. 31-49.
- Dzhumadildaev, N. Ismailov, K. Tulenbaev Free bicommutative algebras (недоступная ссылка) // Serdica Math, V. 37-2011- pp. 25–44.
- Dzhumadildaev A.S., Zusmanovich P. Commutative 2-cocycles on Lie algebras // Journal Of Algebra. — 2010. — V. 324, No.4. — P. 732—748.
- Dzhumadildaev A.S. On the Hesse-Muir formula for the determinant of the matrix A (n-1) B (2) // Mathematical Notes. — 2010. — V. 87, No.3. — P. 428—429.
- Dzhumadildaev A.S. MacMahon’s theorem for a set of permutuations with given descent indices and right-maximal records // Electronic Journal of Combinatorics. — 2010. — V. 17, No.1. — R34.
- Dzhumadildaev A.S. Anti-commutative algebras with skew-symmetric identities // Journal of Algebra and its Applications. — 2009. — V. 8, No.2. — P. 157—180.
- Dzhumadildaev A.S. 10-commutators, 13-commutators and odd derivations // Journal of Nonlinear Mathematical Physics. — 2008. — V. 15, No.1. — P. 87-103.
- Dzhumadildaev A.S. q-Leibniz algebras // Serdica Math. J., V.34 — 2008, 415—440.
- Dzhumadildaev A.S. Algebras with skew-symmetric identity of degree 3 // J.Math. Sci, V.161-2009- No.1, p. 11-30
- Dzhumadildaev A.S., K.M. Tulenbaev Exceptional 0-Alia Algebras // J. Math. Sci., V.161-2009- No.1, p. 37-40.
- Dzhumadildaev A.S. The n-Lie property of the Jacobian as a condition for complete integrability // Siberian Mathematical Journal. — 2006. — V. 47, No.4. — P. 643—652.
- Dzhumadildaev A.S., Tulenbaev K.M. Engel theorem for Novikov algebras // Communications in Algebra. — 2006. — V. 34, No.3. — P. 883—888.
- Dzhumadildaev A.S. n-Lie structures that are generated by Wronskians // Siberian Mathematical Journal. — 2005. — V. 46, No.4. — P. 601—612.
- Dzhumadildaev A.S. Zinbiel algebras under q-commutator // Fundamental and Applied Math. V.11-2005- No.3, 57-78.
- Dzhumadildaev A.S., Tulenbaev K.M. Nilpotency of Zinbiel algebras // Journal of Dynamical and Control Systems. — 2005. — V. 11, No.2. — P. 195—213.
- Dzhumadildaev A.S. Hadamard invertible matrices, n-scalar products, and determinants // Mathematical Notes. — 2005. — V. 77, No.3. — P. 440—443.
- Dzhumadildaev A.S. Special identity for Novikov-Jordan algebras // Communications in Algebra. — 2005. — V. 33, No.5. — P. 1279—1287.
- Dzhumadildaev A.S. n-Lie Structures That Are Generated by Wronskians //Sibirskii Matematicheskii Zhurnal, V.46-2005, No. 4, pp. 759–773, 2005 =engl. transl. Siberian Mathematical Journal, {\bf 46}(2005), No.4, pp. 601–612= Preprint available math.RA/0202043
- Dzhumadildaev A.S. Representations of vector product n-Lie algebras // Communications In Algebra. — 2004. — V. 32, No.9. — P. 3315-3326.
- Dzhumadildaev A.S. N-commutators // Commentarii Mathematici Helvetici. — 2004. — V. 79, No.3. — P. 516—553.
- Dzhumadildaev A.S., K.M. Tulenbaev Filiform Leibniz dual algebras // International Conference Humboldt-Kolleg II, october 24-16, 2004, p. 62-63.
- Dzhumadildaev A.S. Novikov-Jordan algebras // Communications In Algebra. — 2002. — V. 30, No. 11. — P. 5207-5240.
- Dzhumadildaev A.S. Identities and derivations for Jacobian algebras//«Quantization, Poisson brackets and beyond»,Contemp. Math. v.315, 245—278, 2002. Preprint available math.RA/0202040
- Dzhumadildaev A.S., C. Lofwall Trees, free right-symmetric algebras, free Novikov algebras and identities // Homology, Homotopy and Applications, V. 4-2002, No.2(1), 165—190.
- Dzhumadildaev A.S. Jacobson formula for right-symmetric algebras in characteristic p // Communications In Algebra. — 2001. — V. 29, No.9. — P. 3759-3771.
- Dzhumadildaev A.S., Abdykassymova S.A. Leibniz algebras in characteristic p // Comptes Rendus de L Academie des Sciences Serie I-Mathematique. — 2001. — V. 332, No. 12. — P. 1047—1052.
- Dzhumadildaev A.S., Davydov A.A. Factor-complex for Leibniz cohomology // Communications In Algebra. — 2001. — V. 29, No. 9. — P. 4197-4210.
- Dzhumadildaev A.S. Minimal identities for right-symmetric algebras // Journal of Algebra. — 2000. — V. 225, No.1. — P. 201—230.
- Dzhumadildaev A.S., A.I. Kostrikin Modular Lie algebras: new trends // Algebra (Proc. Kurosh Conf. may, 1998), Walter de Gruyter, p. 181—203, 2000.
- Dzhumadildaev A.S. Cohomologies of colour Leibniz algebras: pre-simplicial approach // Lie Theory and its Applications III, (Clausthal, 11-14 july 1999), World Sci., 124—136, 2000.
- Dzhumadildaev A.S. Cohomologies and deformations of right-symmetric Algebras // J.Math. Sci, V. 93-1999, No. 6, 1836—1876. Preprint available math.DG/9807065.
- Dzhumadildaev A.S. Symmetric (co)homologies of Lie algebras // Comptes Rendus de l’Académie des Sciences — Series I — Mathematique. — 1997. — V. 324, No. 5. — P. 497—502.
- Dzhumadildaev A.S. Cosmologies and deformations of semiprime sum of Lie algebras // Doklady Akademii Nauk. — 1997. — V. 355, No. 5. — P. 586—588.
- Dzhumadildaev A.S.Virasoro Type Lie algebras and deformations // Zeitschrift für Physik C-Particles and Fields. — 1996. — V. 72, No. 3. — P. 509—517.
- Dzhumadildaev A.S. Odd central extensions of Lie superalgebras // Functional Analysis and its Applications. — 1995. — V.29, No.3. — P.202-204.
- Dzhumadildaev A.S. Differentiations and central extensions of Lie algebra of formal pseudo-differential operators // Algebra i Analis, {\bf 6}(1994), No.1, p. 140—158=engl.transl. St.Petersbourg Math.J. {\bf 6}(1995), No.1, p. 121—136.
- Dzhumadildaev A.S. Central extensions of infinite-dimensional Lie-algebras // Functional Analysis and its Applications. — 1992. — V. 26, No.4. — P.247-253.
- Dzhumadildaev A.S. Cohomology of truncated coinduced representations of Lie-algebras of positive characteristic // Mathematics of the USSR-Sbornik. — 1990. — V. 66, No.2. — P.461-473.
- Dzhumadildaev A.S. Integral and mod p-cohomologies of the lie-algebra W1 // Functional Analysis and its Applications. — 1988. — V. 22, No.3. — P. 226—228.
- Dzhumadildaev A.S. On a Levi theorem for lie-algebras of characteristic-p // Russian Mathematical Surveys. — 1986. — V. 41, No.5. — P. 139—140.
- Dzhumadildaev A.S. 2-cohomologies of nilpotent subalgebra of Zassenhaus algebra // Izvestiya vysshikh uchebnykh zavedenii Matematika. — 1986. — No.2. — P. 59- 61.
- Dzhumadildaev A.S. Central extensions of Zassenhaus algebra and their irreducible representations // Math.USSR Sb., V. 54-1986, p.;457-474.
- Dzhumadildaev A.S. Generalized casimir elements // Mathematics of the USSR-Izvestiya. — 1986. — V. 49, No.5. — P. 391—400.
- Dzhumadildaev A.S. Central extensions of the zassenhaus algebra and their irreducible representations // Mathematics of the USSR-Sbornik. — 1985. — V.126, No.3. — P. 457—474.
- Dzhumadildaev A.S. Simple Lie-algebras with a subalgebra of codimension one // Russian Mathematical Surveys. — 1985. -V. 40, No.1. — P. 215—216.
- Dzhumadildaev A.S. On the cohomology of modular Lie-algebras // Mathematics of the USSR-Sbornik. — 1982. — V. 119, No. 1. — P. 127—143.

## Награды и премии
- 2024 (23 октября) — Звание «Герой Труда Казахстана» с вручением знака особого отличия Золотая Звезда и ордена Отан;[5]
- Заслуженный деятель Казахстана (2019 год).
- Государственная премия Республики Казахстан.
- Почётный знак «За заслуги в развитии культуры и искусства» (24 ноября 2016 года, Межпарламентская ассамблея СНГ) — за значительный вклад в формирование и развитие общего культурного пространства государств — участников Содружества Независимых Государств, в реализацию идей сотрудничества в сфере культуры и искусства[6].
- Почётный знак «За заслуги в развитии культуры и искусства» (27 марта 2017 года, Межпарламентская ассамблея СНГ) — за значительный вклад в формирование и развитие общего культурного пространства государств — участников Содружества Независимых Государств, в реализацию идей сотрудничества в сфере культуры и искусства[7].
- 2023 (17 сентября) — звание «Почётный гражданин города Алматы»;[8]

## Интересные факты
- Был одним из депутатов Верховного совета, принимавших Декларацию Независимости Казахстана, Закон о Независимости, Конституцию Казахстана, а также утвердивших государственные символы Казахстана
- Предложил президенту учредить стипендиальную программу Болашак
- Включил норму об обязательном знании казахского языка Президентом РК в Конституцию.
- Рассчитал заработную плату Президента